# Philippe Pétain
Henri Philippe Benoni Omer Pétain (Cauchy-à-la-Tour, Norte-Paso de Calais, 24 de abril de 1856-Port-Joinville, isla de Yeu, Países del Loira, 23 de julio de 1951), más conocido como Philippe Pétain, fue un general y jefe del Estado francés.
Participó en la Primera Guerra Mundial, actuación que le valió el ser conocido como «El vencedor de Verdún» (en francés: vainqueur de la bataille de Verdun), llegando a jefe del Estado Mayor y adquiriendo un gran prestigio de cara a la sociedad francesa. Fue también ministro de Guerra en 1934, embajador en España en 1939, primer ministro en 1940 y, después, jefe de Estado títere del régimen de Vichy, en la Francia ocupada por la Alemania nazi. Abolió las instituciones republicanas y las libertades fundamentales, disolvió sindicatos y partidos políticos e introdujo una legislación antisemita. Mantuvo una política colaboracionista con la Alemania nazi, lo que al término de la guerra le acarreó la degradación y la condena a muerte, que más tarde fue conmutada por la cadena perpetua.

## Biografía

### Inicios
Realizó sus estudios militares en la Escuela Militar Especial de Saint-Cyr, en la que se graduó en 1878 como oficial de Infantería. Al principio no destacó demasiado en su carrera y estuvo dedicado, desde 1906, a impartir clases en la École de Guerre. A través de sus lecciones se mostró favorable a los despliegues tácticos defensivos y al desarrollo de las líneas fortificadas.

### Primera Guerra Mundial
Desde el principio de la guerra, se distinguió en Bélgica a la cabeza de una brigada de infantería. En este tiempo fue nombrado general. Sus acciones militares fueron brillantes y tenían la particularidad de evitar a toda costa las bajas, lo que le valió el reconocimiento de sus tropas. Al frente del II Ejército Francés intervino en la victoria de Champaña, en septiembre de 1915.

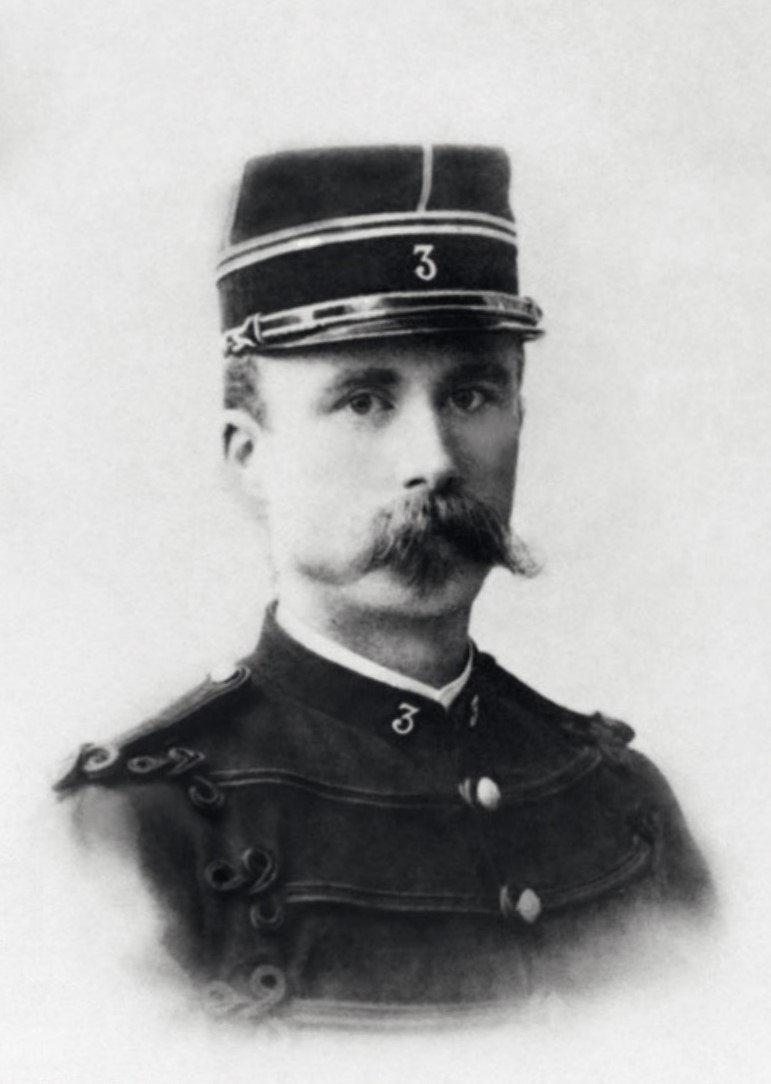
Fotografía de Philippe Pétain en 1883.

En febrero de 1916 comandó las tropas francesas en Verdún.  La victoria en esa batalla le merecería un gran carisma, si bien el arrojo de sus tropas fue un factor decisivo para alcanzar la victoria.  Su visión estratégica le permitió comprender que el mejor soldado del mundo será vencido si no es aprovisionado, evacuado en caso de sufrir heridas o relevado después de duros combates.  Pétain disponía en su ejército de un continuo aprovisionamiento a través de la Voie-sacrée (una ruta estratégica entre Bar-le-Duc y Verdún), en el que se contaba con el reemplazo de tropas, ambulancias, camiones de municiones y avituallamientos, que sería llamado un sistema retroalimentativo de noria. Consciente de la importancia de la aviación en los combates, Pétain creó en 1916 la primera división de caza aérea para despejar el cielo de Verdún. En lo sucesivo, ante los ojos de todos será el «vencedor de Verdún».
En 1917 el general Robert Georges Nivelle tomó el mando del Ejército francés, mientras que Joseph Joffre era el comandante del frente del noreste. El general Pétain, mientras tanto, fue nombrado jefe del Estado Mayor general, un puesto creado específicamente para él. Entonces fue opositor a Nivelle, cuyas acciones contrastaban con el cuidado en las bajas que tanto procuraba Pétain. A mediados de abril de 1917, en la batalla del Chemin des Dames, el ejército francés tuvo la cifra de 100 000 bajas. Aunque los franceses vencieron, el descontento fue general, provocando una serie de motines en numerosas unidades. Ante la grave situación, Nivelle fue retirado del cargo y Pétain asumió como el nuevo comandante en jefe de las Fuerzas Armadas Francesas.  Inmediatamente comenzó a mejorar las condiciones de vida de los soldados, puso fin a las ofensivas mal preparadas y condenó los motines. Sólo una pequeña minoría de los amotinados fueron fusilados pese a las exigencias de los políticos. En octubre de 1917, arrebató el Chemin des Dames a los alemanes, con ofensivas que resultaron bastante económicas en pérdidas de vidas. Algunos refutaron el título mítico de «vencedor de Verdún» y consideraron que la reputación de Pétain se debía principalmente a su influencia sobre la moral de los combatientes, gracias a sus medidas «humanas» y a su voluntad de evitar ofensivas inútiles, más que a sus cualidades militares. Entre ellos figuraban Joffre, Foch y Clemenceau, quienes vieron un signo de derrotismo en la extrema cautela de Pétain.
A principios de 1918, Pétain estuvo involucrado en el regreso de Foch, quien había sido apartado junto con Nivelle. A partir de entonces, se encargaría de la coordinación de todas las tropas aliadas, donde Foch actuaría como jefe supremo. En octubre de 1918, Pétain preparaba una gran ofensiva que llevaría a las tropas franco-americanas hasta territorio alemán. Prevista para el 13 de noviembre, la ofensiva no tuvo lugar, pues Clemenceau y Foch aceptaron el armisticio propuesto por Alemania. Después de la victoria en la guerra, Pétain fue elevado a la dignidad de mariscal de Francia el 19 de noviembre de 1918. Recibió el bastón de mariscal el 8 de diciembre de ese año, en la ciudad de Metz.

### Período de entreguerras
En 1919, Pétain fue elegido miembro de la Academia de Ciencias Morales y Políticas. El 14 de septiembre de 1920, cuando tenía 64 años, se casó con Eugénie Hardon, con la que no tendría descendencia.
En 1924, la rebelión de Abd-el-Krim, jefe de la República del Rif, empezó a afectar al protectorado francés en Marruecos, que estaba a cargo del general Lyautey. Este solicitó refuerzos a Francia, y entonces se decidió mandar a Pétain, aunque al principio este se mostró un poco reacio debido a su edad y a que nunca había luchado en una guerra colonial. Pétain supervisaría las operaciones, teniendo el mando directo de las tropas el general Naulin.

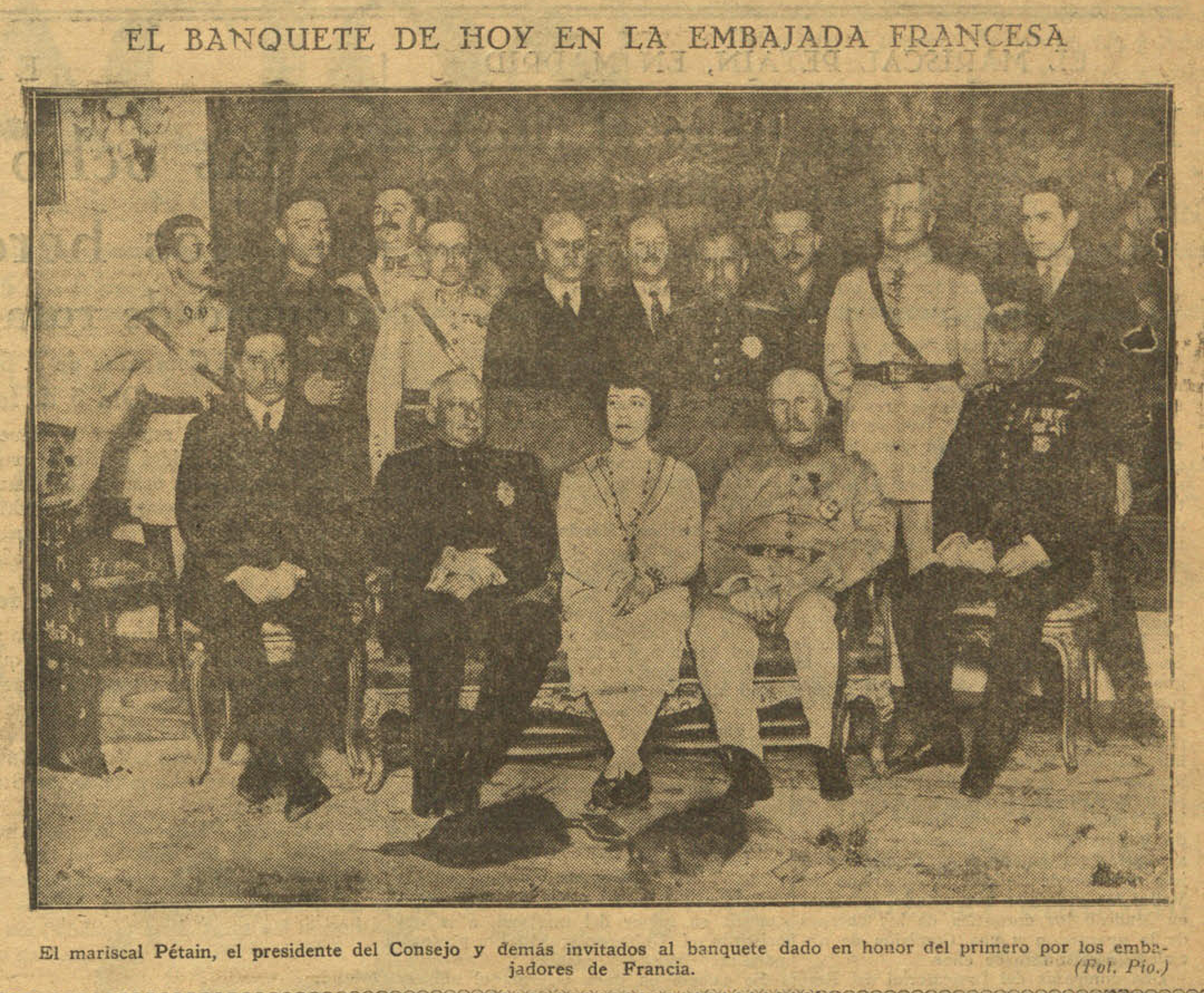
Primo de Rivera y Pétain, entre otros asistentes a un banquete, en la embajada francesa en Madrid en 1926.

Se entrevistaría varias veces con el general Primo de Rivera para establecer un plan de colaboración. El ejército francés en Marruecos fue entonces muy reforzado. Finalmente las tropas francesas y españolas (700 000 hombres en total) se enfrentan a unos 50 000 rifeños, en la guerra del Rif entre 1925 y 1926. Las tropas franco-españolas lograron salir victoriosas, gracias al Desembarco de Alhucemas.
El 20 de junio de 1929 fue elegido por unanimidad miembro de la Academia Francesa, donde sustituiría al mariscal Foch.

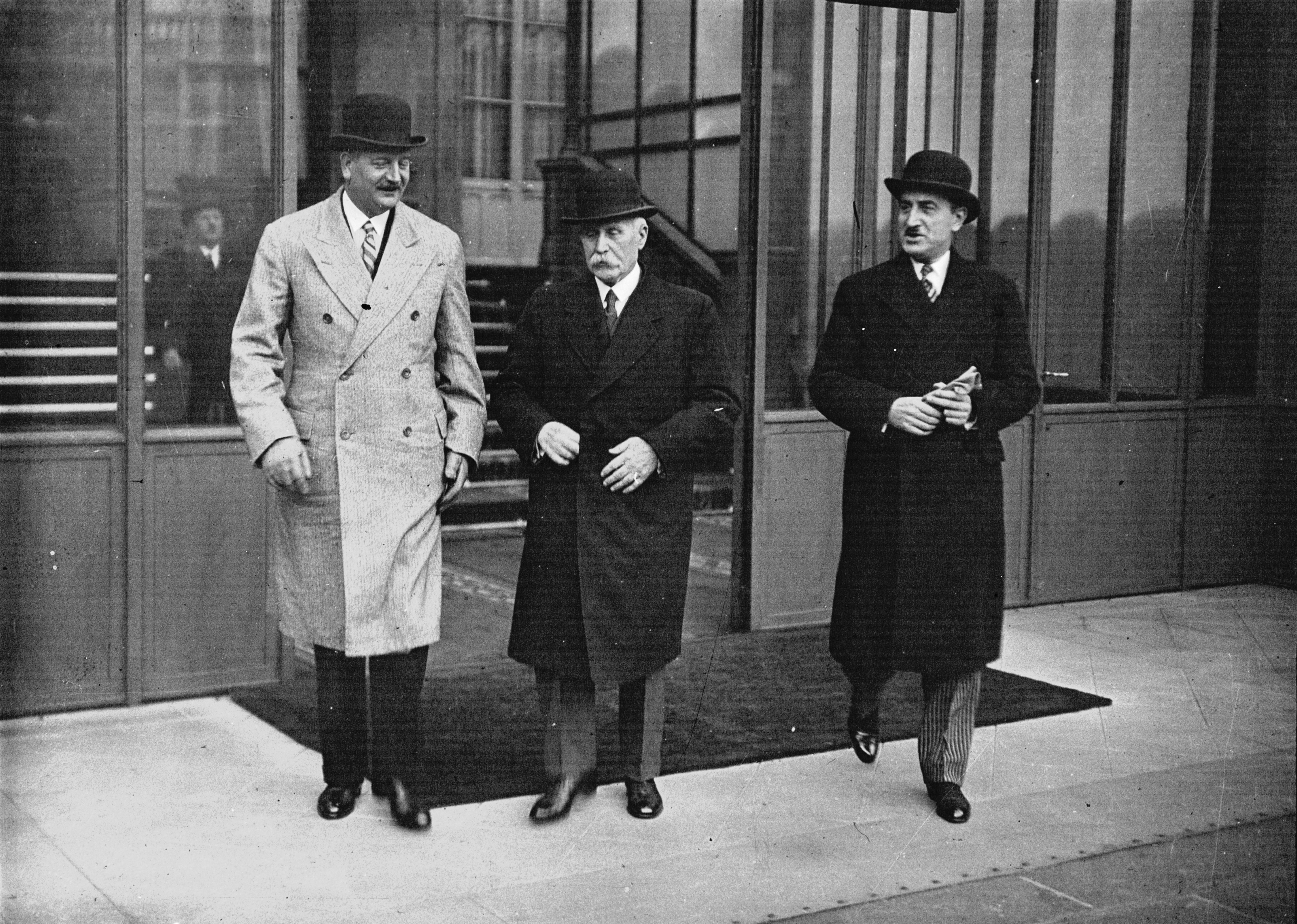
Pétain durante la crisis de gobierno de 1934, cuando fue nombrado ministro de la Guerra.

El 9 de febrero de 1934 es nombrado ministro de la Guerra en el gobierno de Gaston Doumergue, cargo que ocuparía hasta el cambio del gabinete el 8 de diciembre de 1934. Es en este tiempo cuando Pétain goza ya de una popularidad muy elevada. Mientras Hitler comienza el rearme de Alemania, en París se decide reducir el presupuesto militar.  Esta corta experiencia en un ministerio lo malquistó con el parlamentarismo, y rechazaría todo ofrecimiento posterior. Después presidió el Consejo Superior de Guerra, donde haría prevalecer la política de guerra defensiva y rechazaría las proposiciones de guerra ofensiva, como por ejemplo las del entonces coronel Charles de Gaulle, que recomendaban la concentración de carros dentro de las divisiones blindadas. Los gobiernos de finales de la década de 1920, por instigación de las más altas autoridades militares, dedicaron grandes esfuerzos presupuestarios para la construcción de líneas de defensa.
El 2 de marzo de 1939 Pétain fue nombrado embajador de Francia en España. El 20 de marzo de ese año presentó sus credenciales al general Francisco Franco, jefe del Estado español, residente entonces en Burgos, pues todavía no había acabado oficialmente la guerra civil española. En nombre del acercamiento diplomático entre Francia y España, Franco le pidió supervisar la repatriación a Madrid de las reservas de oro del Banco de España y de lienzos del Museo del Prado que la antigua República Española había transferido a la protección francesa durante la guerra.

### La primavera de 1940
El 17 de mayo de 1940 fue nombrado  ministro de Estado en el Gobierno de Paul Reynaud. El 14 de junio París fue tomada y ocupada por las tropas de la Wehrmacht.  El Gobierno, el presidente de la República y las asambleas se refugiaron en Burdeos. Desde su llegada al Gobierno, Pétain se convirtió en uno de los abogados más fuertes a favor de un armisticio junto al presidente Reynaud. El 16 de junio Reynaud presentó su dimisión y sugirió, apoyado por los presidentes del Senado y de la Cámara de Diputados, confiar la presidencia del Consejo al mariscal Pétain, elección que sería aprobada por el presidente Albert Lebrun.
El 17 de junio, con el consejo del jefe del Estado Mayor, el general Maxime Weygand, Pétain anunció su intención de solicitar el armisticio, que fue firmado el 22 de junio de 1940 en Rethondes, después de haber sido aprobado por el Consejo de Ministros y por el presidente de la República. El 29 de junio el Gobierno se instaló en la ciudad de Vichy, una zona no ocupada por la Wehrmacht. Pierre Laval es el personaje que más había insistido en el establecimiento del gobierno en esa ciudad, a fin de evitar buscar refugio en Lyon o en Toulouse, viejos bastiones de la izquierda. La ciudad de Vichy presentaba las ventajas de tener una red telefónica bastante eficiente y un gran número de hoteles, los cuales serían requisados para alojar los diferentes ministerios y embajadas.
El 10 de julio se aprueba una ley «constitucional» en las dos cámaras reunidas en Asamblea Nacional en el casino de Vichy. La ley dará al mariscal Pétain todos los poderes gubernamentales y buscará la promulgación de una nueva Constitución, que nunca vería la luz, y el Estado francés permanecería durante todo el mandato de Pétain como un gobierno provisional de facto. La constitucionalidad de esta reforma fue cuestionada por muchos motivos, entre ellos el hecho que la Constitución francesa no puede ser modificada bajo la amenaza directa de un enemigo. Sobre todo, la separación de poderes referida en la Constitución de 1875 no se respetaba, y parecía que los diferentes poderes recaían en una sola persona.

## El régimen de Vichy
Contando con la reputación del «vencedor de Verdún», el régimen colaboracionista decidió explotar el prestigio del mariscal Pétain y comenzó a difundir un culto a la personalidad del nuevo líder: las fotos del mariscal figuran en las vitrinas de todos los negocios, en las paredes de la ciudad, en todas las oficinas administrativas, lo mismo que en todas las instituciones educativas y en las organizaciones juveniles. Se suspendieron las libertades públicas, lo mismo que los partidos políticos, y todos los sindicatos fueron unificados en una organización de corporativismo laboral, al tiempo que aparecían jurisdicciones de excepción.
El régimen de Vichy pretendía realizar una «Revolución Nacional», si bien sus principios contradecían los de la Revolución Francesa de 1789. El lema del régimen fue «Trabajo, Familia, Patria» (en francés: Travail, Famille, Patrie). En sus anhelos de la restauración de Francia, el Gobierno creó en un corto tiempo, bajo la dirección del general Joseph de La Porte du Theil, campos de formación de las juventudes, que se convertirían más adelante en las Canteras de la Juventud Francesa. La idea era reunir toda una generación de franceses y, a través de una vida de formación, inculcarles los valores morales del nuevo régimen. Al mismo tiempo, se suprimió el servicio militar. En el campo económico, se pusieron en marcha otros medios de control, como los comités profesionales de organización y repartición, que tenían un poder jurisdiccional sobre sus miembros y un poder de repartición de las materias primas, lo que representaba un poder capital en el contexto de restricciones generalizadas que significó la Segunda Guerra Mundial. Paralelamente con el desarrollo de un poder centralizado, el mariscal se dedicó al «levantamiento de Francia», que incluía la repatriación de refugiados, la desmovilización, un sistema de abastecimiento, el mantenimiento del orden y de la unidad nacional.
Pétain se mostraba como garante del respeto de Alemania por las convenciones del armisticio. Se tomaron varias medidas de organización del régimen, como la creación de un Ministerio de la Reconstrucción, la unificación del permiso de construir y una política familiar. Se prohibió fumar en las salas de espectáculos y se instauró el día de las madres.
En octubre de 1940 y sin contar con Berlín se promulgaron precipitadamente leyes de exclusión contra los masones y los judíos, que serían endurecidas al año siguiente. Las leyes excluían también a los franceses de «raza judía» (determinada por la religión de sus padres) de la participación en actividades públicas y en la administración. Se trató asimismo de limitar el número de estudiantes judíos en las universidades, medida que contó con el rechazo de gran parte de la comunidad universitaria. Durante el período del armisticio se creó la «Legión Francesa de Combatientes», a la que se agregarían los «Amigos de la Legión» y los «Cadetes de la Legión». La Legión se fundó por Xavier Vallat el 29 de agosto de 1940 y fue presidida por el mariscal Pétain.  Para el régimen de Vichy, la nueva Legión deberá servir de punta de lanza de la Revolución Nacional y del propio régimen.
En el seno de esta Legión se constituyó un Servicio del Orden Legionario, que se dedicaría inmediatamente a la colaboración con Berlín. Comandado por Joseph Darnand, héroe de la Primera Guerra Mundial y de la campaña de 1940, este organismo se convierte en enero de 1943 en la Milicia Francesa. Al final de la guerra, cuando Vichy se había convertido definitivamente en un régimen al servicio de los alemanes, una parte de la Milicia (que cuenta con unos 30 000 hombres) participa activamente en la lucha contra la Resistencia, con el apoyo público del mariscal Pétain y de Pierre Laval, su presidente oficial.

### La colaboración con la Alemania nazi

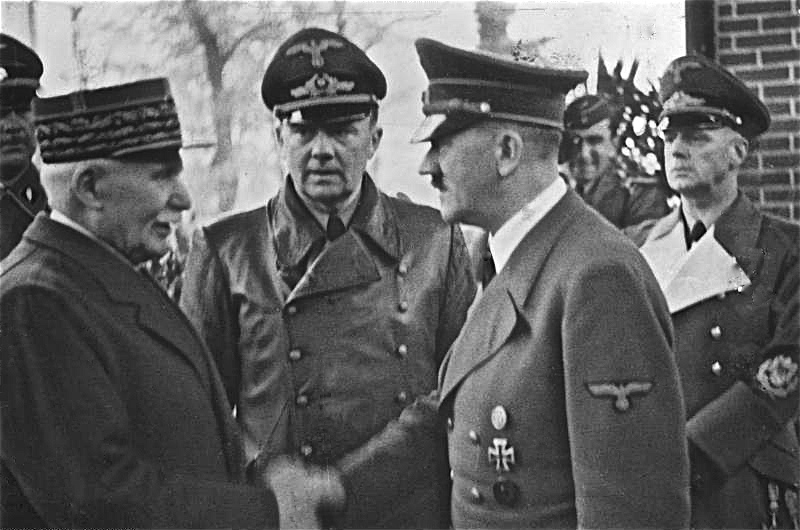
Encuentro entre Pétain y Adolf Hitler en octubre de 1940.

En su política exterior, Pétain, después de tres meses de permanecer oficialmente neutral entre el Eje y los Aliados, mediante un discurso por radio pronunciado el 30 de octubre de 1940, se inclinó por una política de colaboración con el Eje y, en especial, con Alemania.  Aun dependiendo fuertemente de aquel país, se garantizaba la obediencia del régimen de Vichy reteniendo a cerca de dos millones de prisioneros (en campos de concentración o utilizados como fuerza de trabajo). Pétain evitó entrar en la guerra con el Eje en apoyo de Hitler, tal y como pretendía el Führer, como le fue solicitado en la entrevista que mantuvieron en Montoire, el 24 de octubre de 1940.
Aun así, la colaboración del régimen fue especialmente notable en lo referente a su complicidad con el Holocausto: 149 000 judíos fueron deportados y de ellos únicamente regresó el 10 %.  Esta colaboración de Estado tuvo varias consecuencias. El mariscal evitó protestar contra las acciones del invasor alemán y sus auxiliares franceses, lo mismo que contra la anexión, contraria a la convención de armisticio, de Alsacia y Lorena por parte de Alemania. Sin embargo, Pétain condenó los «crímenes terroristas» de la Resistencia o los bombardeos aliados sobre objetivos civiles, además de alentar a los miembros de la Legión de Voluntarios Franceses que combatían en la URSS con uniforme alemán. Cuando los aliados desembarcan en el Norte de África el 8 de noviembre de 1942, Pétain dio la orden de combatirlos a sus generales establecidos en Argelia y Marruecos, y las tropas francesas allí estacionadas libraron tres días de sangrientos combates contra las tropas anglo-estadounidenses.

### El final
La disidencia de la mayor parte del Imperio colonial francés, la ocupación alemana de la «zona libre», el autohundimiento de la flota francesa en Tolón el 27 de noviembre de 1942 y la disolución del Ejército de Armisticio hicieron perder a Vichy sus últimos triunfos frente a los alemanes. Manteniendo su política colaboracionista, Pétain perdió gran parte de la popularidad de que gozaba en 1940 y la Resistencia se intensificó pese al endurecimiento de la represión: 70 000 reclusos en las cárceles del régimen, cuyos jueces dictaron 10 000 sentencias de muerte.
El 20 de agosto de 1944, el mariscal Pétain fue conducido contra su voluntad a Sigmaringen (Alemania), donde se refugiaron los dignatarios de su régimen. Lejos de dimitir, envió una carta a los franceses donde se denominó el «jefe moral de Francia». El 24 de abril de 1945 decidió cruzar la frontera con Suiza y entregarse a las autoridades francesas, lo que sucedió el 26 de abril de 1945.

## Últimos años

### Proceso judicial

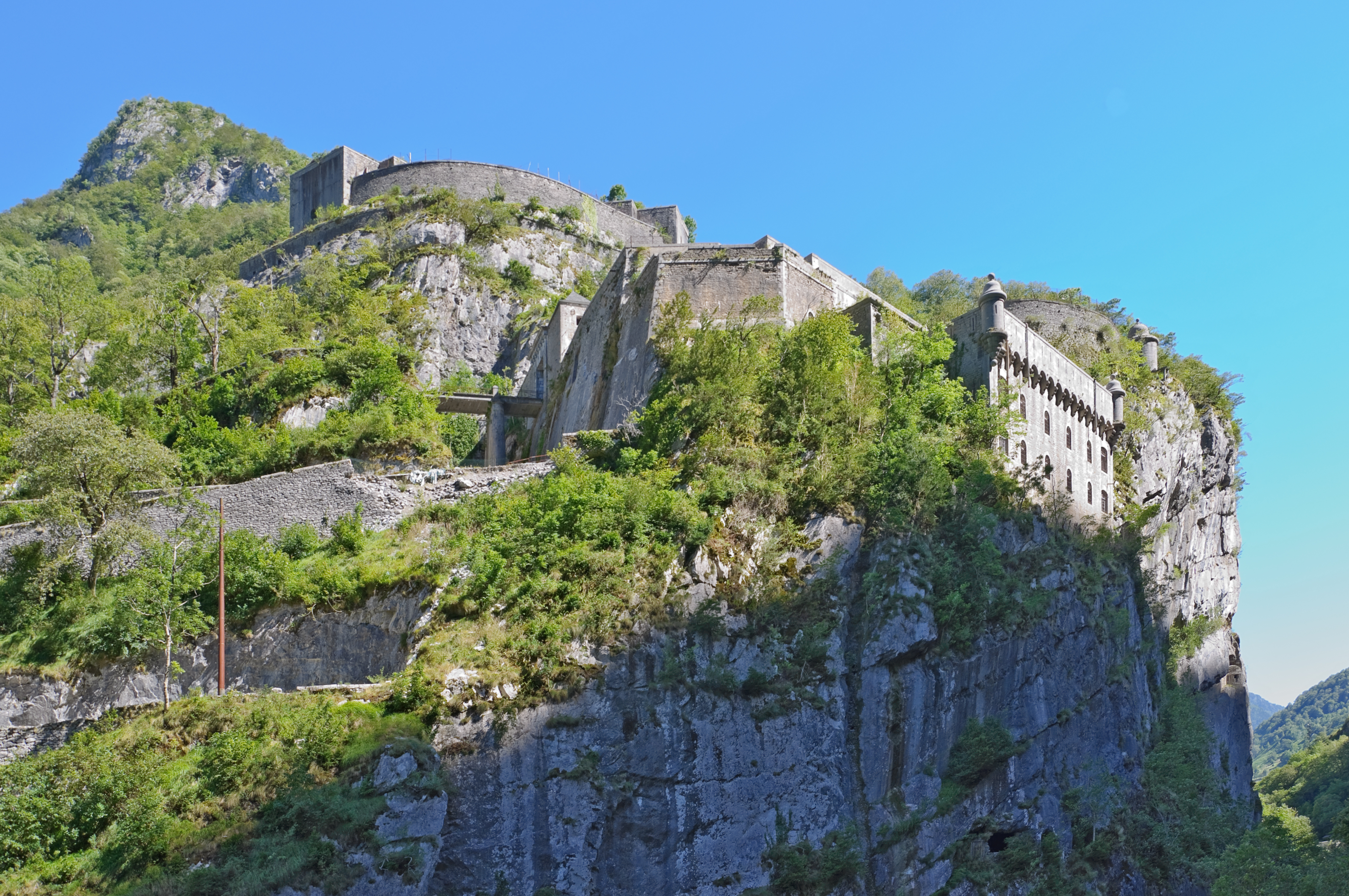
El Fort du Portalet, en los Pirineos, donde el mariscal Pétain fue internado en 1945.

El proceso del mariscal Pétain comenzó el 23 de julio de 1945 ante la Suprema Corte de Justicia. Defendido por Jacques Isorni, Philippe Pétain declaró el primer día del juicio que siempre había sido un aliado discreto del general Charles de Gaulle, y que su responsabilidad concernía únicamente a Francia y a los franceses que lo habían designado en el gobierno, y no al tribunal de justicia. En esas condiciones, se negó a responder las preguntas. Tras la presentación de numerosos testigos, el proceso terminó el 15 de agosto: fue declarado culpable de realizar actividades de inteligencia con el enemigo y de alta traición y condenado a muerte, a la «degradación nacional» y a la confiscación de sus bienes. La pena de muerte fue conmutada, debido a su avanzada edad, por la de cadena perpetua. Como parte de la degradación nacional, fue expulsado de la Academia Francesa, aunque su sillón no fue ocupado hasta después de su muerte.

### Encarcelamiento y muerte
El mariscal Pétain fue internado en el Fort du Portalet, en los Pirineos, del 15 de agosto al 16 de noviembre de 1945, y posteriormente fue transferido al Fort de la Citadelle, en la Isla de Yeu. Su esposa se trasladó también a la isla y sería favorecida con el derecho de visitar diariamente a su marido. La salud del mariscal declinó considerablemente a comienzos de 1951, perdiendo cada vez más la lucidez. Vincent Auriol, presidente de la República, viendo el fin cerca, autorizó el 8 de junio de 1951 su salida de prisión.  Así, Pétain fue transferido a una casa particular en Port-Joinville, en la misma isla de Yeu, el 29 de junio, donde fallecería pocos días después, el 23 de julio. Sus restos fueron inhumados en el cementerio marinero de Yeu. Pese a su condena, Philippe Pétain conservó siempre su dignidad de mariscal de Francia, como apareció en su acta de defunción.
La tumba del mariscal Pétain fue adornada con flores en 1966 y en 1976, en conmemoración de la batalla de Verdún. En febrero de 1973 fue robado su féretro de la tumba por un político ultraderechista que quería fama, siendo rápidamente recuperado.
Durante el gobierno de François Mitterrand, la tumba estuvo llena de flores durante varios años consecutivos entre 1984 y 1992, pero esa práctica cesó tras la protesta de la comunidad judía francesa.
| Predecesor: Joseph Paul-Boncour                        | Ministro de la Guerra 9 de febrero-8 de noviembre de 1934                                   | Sucesor: Louis Maurin                                                      |
| Predecesor: -                                          | Ministro de Estado 1-7 de junio de 1935                                                     | Sucesor: -                                                                 |
| Predecesor: Paul Reynaud                               | Primer ministro de Francia 16 de junio-11 de julio de 1940                                  | Sucesor: Pierre Laval (como Vicepresidente del Consejo)                    |
| Predecesor: Albert Lebrun (Presidente de la República) | jefe de Estado de Francia 11 de julio de 1940-25 de agosto de 1944                          | Sucesor: Charles de Gaulle (Gobierno Provisional de la República Francesa) |
| Predecesor: Albert Lebrun Justí Guitart i Vilardebó    | Copríncipe de Andorra con Ramón Iglesias y Navarri 11 de julio de 1940-25 de agosto de 1944 | Sucesor: Ramón Iglesias y Navarri Charles de Gaulle                        |